# Jacqueline (opereta)
Jacqueline (v německy mluvících zemích známá jako Dorothea) je opereta o jednom dějství francouzského skladatele Jacquese Offenbacha na libreto (Jonathana-)Hectora Crémieuxe a Ludovica Halévyho. Premiéra se konala 14. října 1862 v pařížském divadle Théâtre des Bouffes-Parisiens.

## Vznik a charakteristika

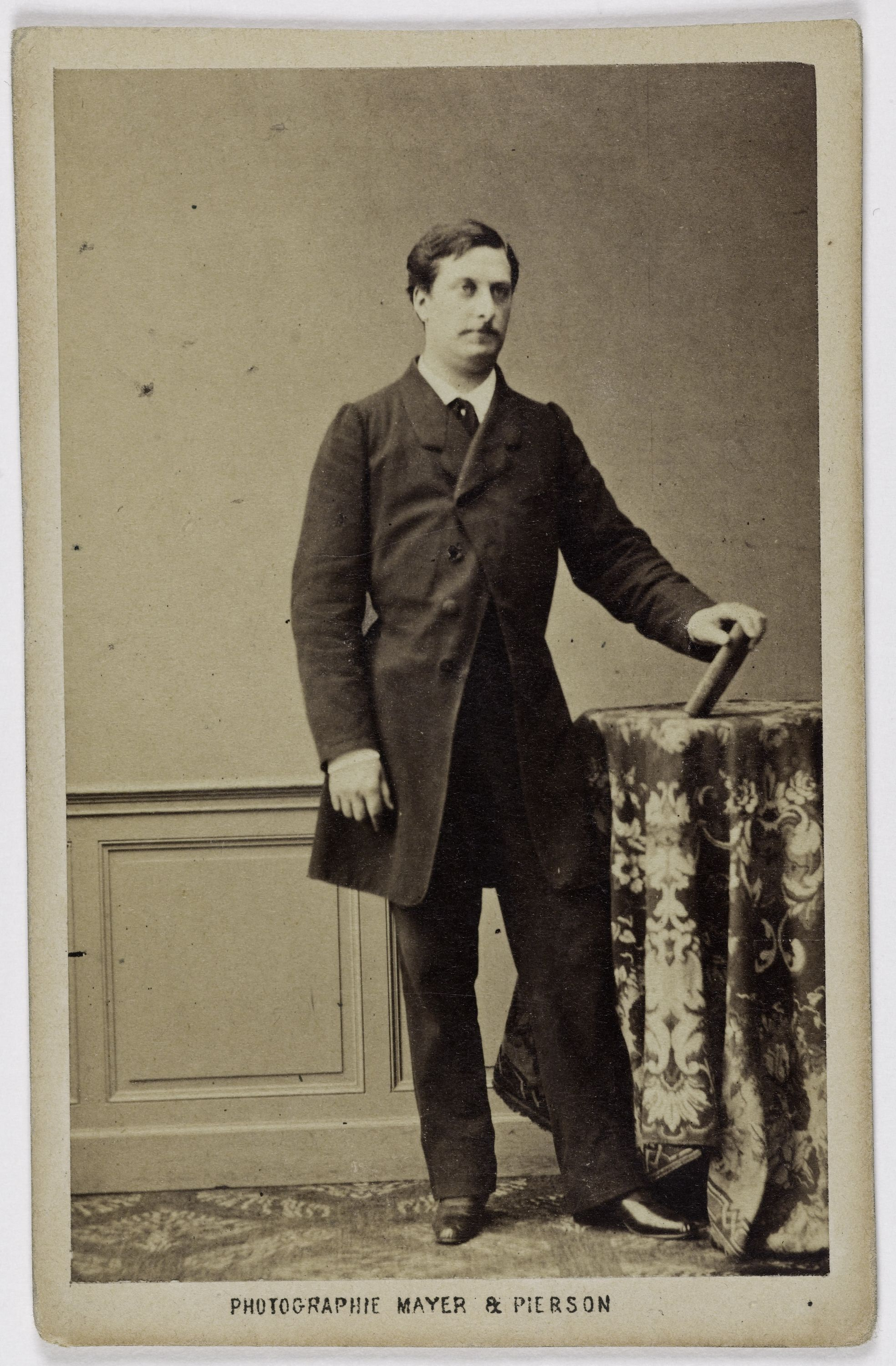
Charles Duvernoy, první Petit-Pierre v Jacqueline

Drobná opereta Jacqueline vznikla v roce 1862 z potřeby připojit k plánované repríze Orfea v podsvětí v divadle Bouffes-Parisiennes kratší kus, který by dvouaktového Orfea doplnil na celovečerní program. Libreto napsali osvědčení libretisté a Offenbachovi častí spolupracovníci Hector Crémieux a Ludovic Halévy pod společným pseudonymem Pol d'Arcy a sám Offenbach nechal Jacqueline uvést pod pseudonymem Alfred Lange (který použil již dříve pro některá své pantomimy a balety). Totožnost autorů však nebyla žádným tajemstvím, recenze přinejmenším naznačovaly, že autoři jsou zkušenými divadelníky, nebo je rovnou jmenovaly. Tak kritik Jules Lovy v hudebním týdeníku Le Ménéstrel: „Již od prvních tahů smyčci je závoj roztržen, tvůrce této hudby je nám znám; po té jisté ruce, po tom pikantním tempu, po těch bujných rytmech, které perlí jako šampaňské víno, poznáte podpis místního mistra Jacquese.“
Námět operety je prostý; voják se po letech vrací domů, aby splnil slib manželství daný své sestřenici, ale vzdá se nároku ve prospěch jejího skutečného milého, v tomto případě vesnického učitele. Již první recenze poukazovaly na podobnost námětu s Chatou v Alpách Adolpha Adama. Podle Offenbachova životopisce Jeana-Clauda Yona je však libretisté načrtli „se skutečnou jemností ve vykreslení charakterů“. Na krátké partituře byla současníky ceněna bujarost, originalita a důvtipná instrumentace. Český Offenbachův životopisec ji označuje za „tuctovou rutinu“, vyzdvihuje však buffo kuplet slabikujícího pedagoga, stolní scénu s řízným vojenským šansonem a hlavně melodický tercet, v němž Petit-Pierre svému sokovi vyklízí pole.
Opereta má předehru a sedm zpěvních čísel, z nichž poslední – finále – je reprízou vojenské písně z čísla 5.

## Inscenační historie

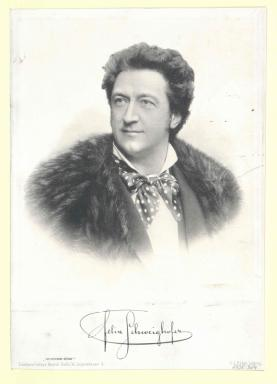
K úspěchu Dorothey ve Vídni roku 1871 značně přispěl komik Felix Schweighofer v roli hulána Petra

Jacqueline dosáhla v prvním běhu v Bouffes-Parisiens 102 repríz a znovu byla nasazena při další repríze Orfea v podsvětí roku 1866. Jinak však byl její jevištní život ve Francii dosti skrovný, ve francouzské verzi nebyla ani vydána tiskem. Větší, i když dočasné popularity nabyla v německých zemích, kde ji také vydalo berlínské hudební vydavatelství Bote & Bock.

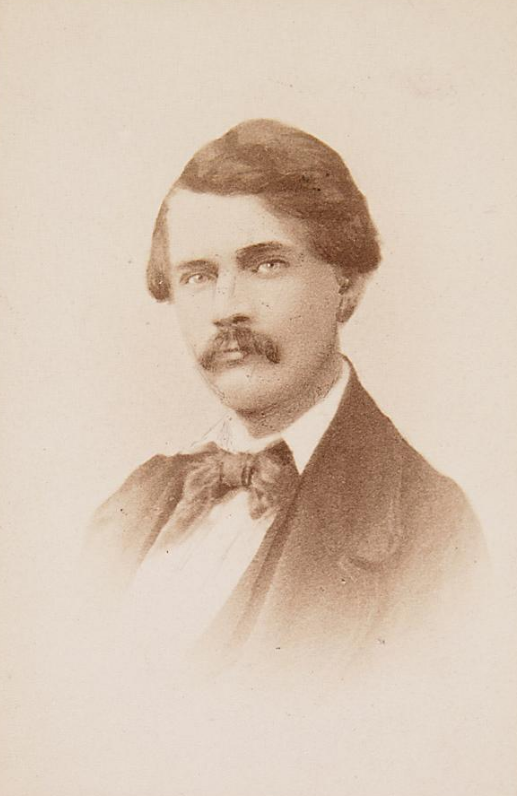
Herec a divadelník Friedrich Strampfer otevřel roku 1871 Dorotheou své vídeňské divadlo.

Vídeňský divadelník a nadšený Offenbachův propagátor Friedrich Strampfer totiž otevřel v roce 1871 ve Vídni vlastní divadlo (Vaudeville-Theater, ale spíše nazývané Strampfer-Theater), kde chtěl uvádět zejména francouzský operetní repertoár. Jeho malému divadlu se však podařilo od Offenbacha získat provozovací práva jen na některé starší drobné kusy, které do Vídně dosud nedorazily. První z nich byla na zahajovacím představení nového divadla 12. září 1871 právě Jacqueline, a to v překladu tajemníka divadla Ernsta pod názvem Dorothea. Přijetí obecenstvem i kritikou bylo příznivé, i když ne nadšené. Časopis Blätter für Theater, Musik und Kunst nenacházel na textu žádné zaznamenáníhodné přednosti, hudbu však považoval za půvabnou a zejména hulánskou píseň a závěrečný kvartet za divadelně účinné. Recenzent Wiener Theater-Chronik vyjádřil názor, že i když je námět prostý a hudba málo originální, provedení je tak výborné, že na taková představení jako Jacqueline budou diváci ochotni chodit i za poměrně vysoké vstupné. Další inscenaci uvedlo 28. listopadu 1877 Divadlo na Vídeňce.
Berlínské divadlo Victoria-Theater uvedlo premiéru Jacqueline (Dorothey) 30. listopadu 1871 společně s aktovkou Paimpol a Perinetta – rovněž z repertoáru Strampferova divadla – jako benefici oblíbené operetní pěvkyně Liny Mayrové; obecenstvo dalo z obou děl jasnou přednost Jacquelině, jež byla podle kritiky „půvabným kouskem, ozdobených líbivými písněmi a ansámbly“. 17. prosince 1871 následovala premiéra v Lobeho divadle ve slezské Vratislavi a 20. prosince pak v Hamburku. 23. října 1872 se Jacqueline dávala s úspěchem poprvé v Městském divadle ve Štýrském Hradci. Recenzent poznamenával, že její hudba je sice nenáročná, ale úhledná, vždy přiléhavá situaci a škádlivá. V Lublani měla premiéru 29. října 1874, rovněž s poměrně příznivým ohlasem.
V nové době jsou inscenace Jacqueline zcela ojedinělé. Zmínit lze nastudování na festivalu Opéra de Barie roku 2015.

### České země

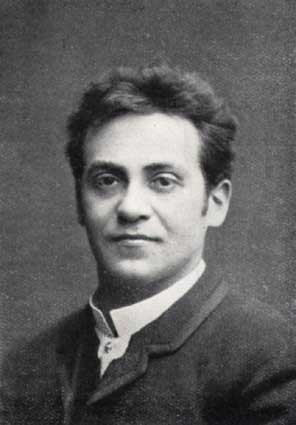
Komik Alexander Girardi; díky němu v úloze Petra se Dorothea (Jacqueline) hrála v Praze v letech 1877 a 1880

Jacqueline – nebo přesněji řečeno v německé úpravě Dorothea – dorazila do českých zemí brzy po premiéře ve Vídni. Jako první ji 20. ledna 1872 uvedlo Prozatímní divadlo v Brně (stálo na Žerotínově náměstí v letech 1871–1882). Dopisovatel z Brna hlásil listu Bläter für Musik, Theater und Kunst, že „novou Offenbachovu operetu Dorothea nelze považovat za obohacení repertoáru, neboť je obsahu i melodií prostá.“ Následovaly jiné inscenace, například již roku 1872 též v Teplicích. Do Prahy dovezl Dorotheu slavný vídeňský komik Alexander Girardi v roli Petra, poprvé s divadelní společností Emila Ludwiga, která hrála v německé letní aréně v Heinově zahradě na Vinohradech (premiéra 11. června 1877), a o tři roky později (1. července 1880) i do německého zemského divadla, respektive do jeho letního působiště v Novoměstském divadle. Prager Tagblatt při této příležitosti charakterizoval Dorotheu jako „skromnou novinku, venkovský obrázek idylické povahy“ a při příznivé zmínce o hudbě se pozastavil nad „pretenciózním doprovodem žesťů“, o jehož autentičnosti pochyboval.
Všechna uvedená představení byla hrána německy, v češtině se Jacqueline/Dorothea na jevišti neobjevila. Českou podobu jí dalo teprve vysílání Československého rozhlasu z Bratislavy 19. ledna 1939.

## Osoby a první obsazení
| osoba                                              | hlasový obor | světová premiéra (14.10.1862)       | vídeňská premiéra (12.9.1871) | česká premiéra (20.1.1872) |
| -------------------------------------------------- | ------------ | ----------------------------------- | ----------------------------- | -------------------------- |
| Jacqueline [Dorothea], selka                       | soprán       | Boisse                              | Mathilde Löffler              | Fröhlich                   |
| Petit-Pierre, kopiník [Peter, hulánský strážmistr] | baryton      | Charles-François-Guillaume Duvernoy | Ferdinand Lebrecht            | J. Ulbrich                 |
| Gros-Jean (Grandjean) [Hans], učitel               | tenor        | Bache (vl. jm. Alexandre Debruille) | Felix Schweighofer            | Frincke                    |
| Manon [Bärble], služka                             | soprán       | Amélie Dachet                       | Buchner                       | Schwarz                    |
| Notář [písař]                                      | mluvená role | Tacova (vl. jm. Victor Avocat)      | Anton Bittner                 | Wilke                      |
| Dirigent:                                          | Dirigent:    | Alphonse Varney                     | Heinrich Bossenberger         | Pohl                       |

## Děj operety

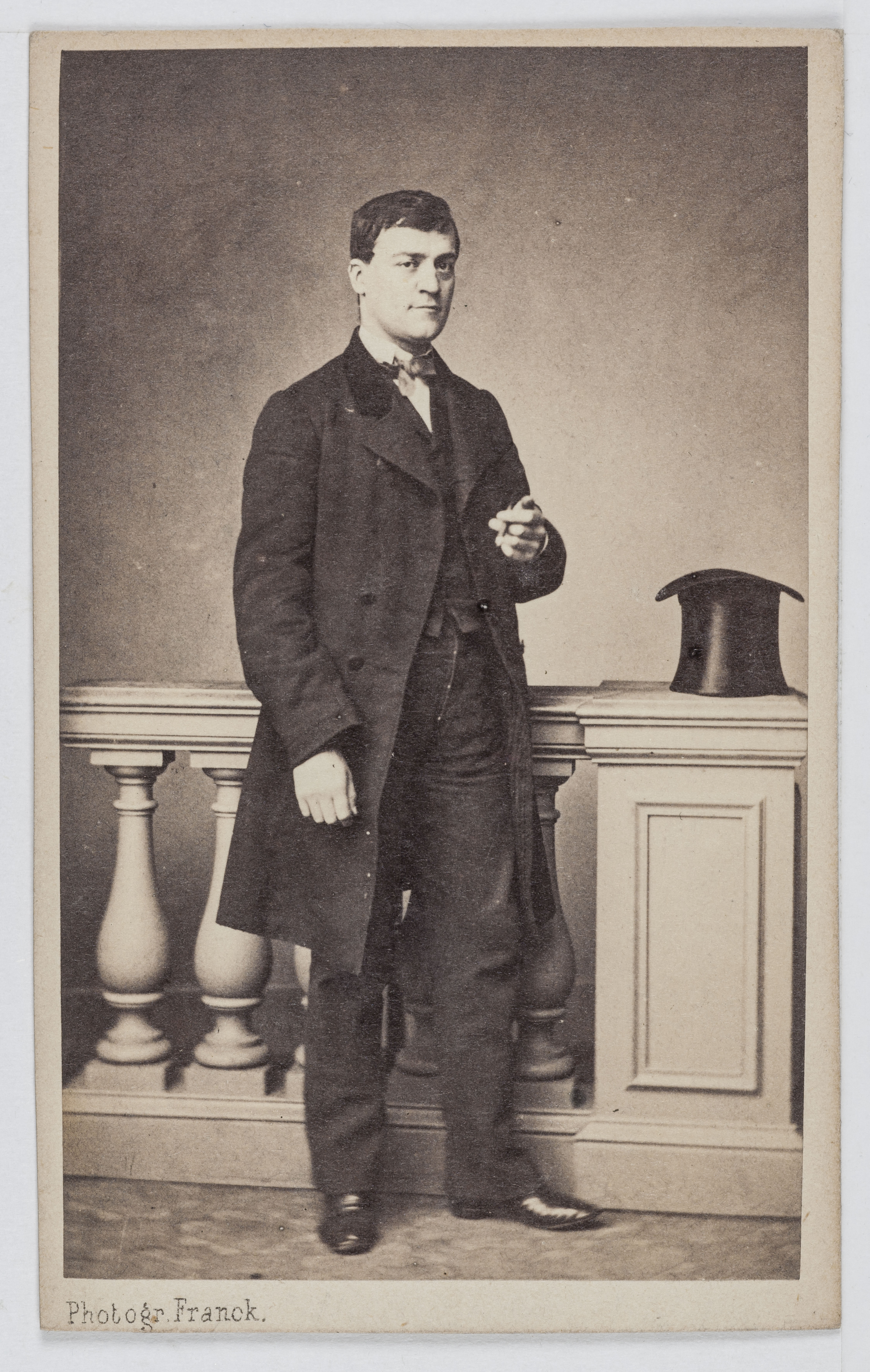
Tacova (vl. jm. Victor Avocat) slavil úspěch v roli nahluchlého notáře v původní inscenaci Jacqueline

Je ráno, v domě mladé selky Jacqueline poklízí služebná Manon, protože dnes jsou jmeniny její paní a jistě přijdou gratulanti. A už klepe na dveře Gros-Jean, učitel na vesnické škole, zamilovaný do Jacqueline. Má na sobě přešitý slavnostní oblek po svém otci a v ruce kytici pro paní domu, kterou před Manon pečlivě ukrývá. Žádá Manon, aby ho ohlásila jako „pana profesora“ (č. 1 Gros-Jeanova píseň J'ai du mon père l'habit de fête / Ha, welche F-r-eu-de, Freude). Již několik let usiluje o Jacquelininu ruku, ale ta ho vždy nechávala čekat. Teď mu však slibuje, že je s čekáním konec. Jacqueline Gros-Jeanovi vysvětluje, že se jako šestnáctiletá slíbila provdat za svého bratrance Petit-Pierra, ale její otec sňatek odmítl: nejprve musí Petit-Pierre učinit vojenskou kariéru jako on. Bratranec se dal k vojsku a teprve nyní jeho smlouva u vojska skončila. A protože už dva týdny mešká, zřejmě se nevrátí vůbec a Jacqueline si bude moci vzít toho, koho chce – totiž Gros-Jeana. Nehodlá čekání už prodloužit ani o den a posílá rozradostněného učitele pro notáře (č. 2 duet Il n'est pas dans tout le village / Im ganzen Dorf, von Haus zu Haus). Notář je vzápětí přivolán, ale je s ním těžké pořízení, protože je hluchý jako poleno. Gros-Jean ho doprovází do kanceláře a Jacqueline jde zařídit věci na radnici.
Manon pokračuje v uklízení. Tu přichází nový host, statný voják, a koketuje s ní. Je to Petit-Pierre, poddůstojník od kopiníků, a posílá Manon, aby našla svou paní a ohlásila ho. O samotě pak trochu lituje, že se musí vzdát vojenského řemesla a stát se sedlákem i že si musí vzít sestřenici, přestože má u vojska jinou milou, Félicité. Ale slib je slib, Jacqueline na něho sedm let čeká a on je čestný muž (č. 3 píseň J'avais rêvé de gloire militaire / Einst träumt' ich nur von Kampfesruhm und Ehre). Jacqueline se vrací. Bratranec a sestřenice se nejprve nepoznávají, každý se změnil ne zcela podle vkusu toho druhého. Přesto je Petit-Pierre přesvědčen, že se Jacqueline líbí, a ona si myslí totéž o něm. Spíše vojenská čest než náklonnost mu velí dvořit se Jacqueline, která se mu vyhýbavě brání (č. 4 duet Elle me trouve plein de noblesse … Le cœur est une citadelle / Daß ich ein Mann bin ohne Tadel … Das Herz ist wie 'ne Zitadelle).
Petit-Pierre se dožaduje snídaně; neujde mu, že už je prostřeno pro dva. Oknem vpadne do světnice Gros-Jean; Petit-Pierre si ho nechává představit a brzy z pohledů mezi učitelem a Jacqueline odhaduje jejich vztah. Přizývá Gros-Jeana ke snídani a společně s Manon i k přípitku na svou nastávající svatbu s Jacqueline a k tomu jim ještě zazpívá píseň svého pluku (č. 5 kvartet À la santé de ma cousine / Ich bring' ein Hoch mit vollem Glase ... Au milieu de la guerre / Wo ist bei dem Soldaten). Zatímco voják shání další víno, vysvětluje Jacqueline Gros-Jeanovi, že sice Petit-Pierra nechce, ale musí slib dodržet. Gros-Jean její vůli s těžkým srdcem respektuje. Přijde nahluchlý notář se svatební smlouvou mezi Jacqueline a Gros-Jeanem; ti se snaží vysvětlit Petit-Pierrovi, že došlo k omylu ve jméně, a učitel s notářem se dají do opravy. Petit-Pierre vezme svou sestřenici stranou, donutí jí přiznat se, že se mají s učitelem rádi, a zprošťuje ji slibu (č. 6 tercet  Si j'avais su, mam'zelle / Hätt' ich das ahnen können). Předává ji nechápajícímu Gros-Jeanovi a ještě více nechápající notář musí smlouvu znovu předělat. Jacqueline se provdá za Gros-Jeana a Petit-Pierre se vrátí ke své Félicité (č. 7 finále Wer ist's, auf den im Städtchen alle Blicke).